# Samatzai
Samatzai là một đô thị ở tỉnh Sud Sardegna, vùng Sardegna (Ý). Đô thị này có diện tích 31,12 km2, dân số 1.746 người. Các đô thị giáp ranh: Barrali, Donòri, Guasila, Nuraminis, Pimentel, Serrenti (VS), Ussana